# Prémios literários da Imprensa Nacional
Os prémios literários da Imprensa Nacional são um conjunto de cinco prémios literários atribuídos pela Imprensa Nacional-Casa da Moeda para promoção da criação literária em língua portuguesa. Os prémios atribuídos são:
- Prémio Imprensa Nacional/Vasco Graça Moura: assim denominado em homenagem a Vasco Graça Moura, distingue trabalhos nas áreas de poesia, ensaio e tradução.[2]
- Prémio Imprensa Nacional/Eugénio Lisboa: denominado em homenagem a Eugénio Lisboa, distingue trabalhos de prosa publicados em Moçambique.[3]
- Prémio Imprensa Nacional/Ruy Cinatti: denominado em homenagem a Ruy Cinatti, tem como objetivo promover trabalhos de prosa de cidadãos de Timor-Leste.[4]
- Prémio Arnaldo França: denominado em homenagem a Arnaldo França, tem como objetivo promover trabalhos literários da autoria de cidadãos de Cabo Verde.[5]
- Prémio Imprensa Nacional/Ferreira de Castro: atribuído em parceria com o Ministério dos Negócios Estrangeiros e em homenagem a Ferreira de Castro, distingue obras literárias publicadas por comunidades portuguesas no estrangeiro e lusodescendentes.[6]